# Mníšek pod Brdy
Mníšek pod Brdy (niem. Mnischek) − miasto w Czechach, w kraju środkowoczeskim.
Według danych z 31 grudnia 2003 powierzchnia miasta wynosiła 2 650 ha, a liczba jego mieszkańców 4 181 osób.
W miejscowości znajduje się stacja kolejowa Mníšek pod Brdy.

## Demografia
| Rok             | 1970 | 1980 | 1991 | 2001 | 2003 |
| --------------- | ---- | ---- | ---- | ---- | ---- |
| Liczba ludności | 3712 | 3892 | 3957 | 4082 | 4181 |

Źródło: Czeski Urząd Statystyczny